# جان-لويس دومون
جان-لويس دومون (بالفرنسية: Jean-Louis Dumont) هو سياسي فرنسي، ولد في 6 أبريل 1944 في فرنسا. حزبياً، نشط في الحزب الاشتراكي.

## مناصب
- انتخب عضو المجلس الاقتصادي والاجتماعي والبيئي الفرنسي ‏.
- انتخب نائب فرنسي عن دائرة Meuse's 2nd constituency [الإنجليزية]‏ خلال فترته النيابية  [لغات أخرى]‏ (2 يوليو 1981 – 1 أبريل 1986).
- انتخب نائب فرنسي عن دائرة  خلال فترته النيابية  [لغات أخرى]‏ (2 أبريل 1986 – 14 مايو 1988).
- انتخب نائب فرنسي عن دائرة Meuse's 2nd constituency [الإنجليزية]‏ خلال فترته النيابية (20 يونيو 2012 – 20 يونيو 2017).
- انتخب نائب فرنسي عن دائرة Meuse's 2nd constituency [الإنجليزية]‏ خلال فترته النيابية [الإنجليزية]‏ (20 يونيو 2007 – 19 يونيو 2012).
- انتخب نائب فرنسي عن دائرة Meuse's 2nd constituency [الإنجليزية]‏ خلال فترته النيابية  [لغات أخرى]‏ (19 يونيو 2002 – 19 يونيو 2007).
- انتخب نائب فرنسي عن دائرة Meuse's 2nd constituency [الإنجليزية]‏ خلال فترته النيابية  [لغات أخرى]‏ (12 يونيو 1997 – 18 يونيو 2002).
- انتخب رئيس بلدية فردان (20 مارس 1989 – 18 يونيو 1995).
- انتخب نائب فرنسي عن دائرة Meuse's 2nd constituency [الإنجليزية]‏ خلال فترته النيابية  [لغات أخرى]‏ (23 يونيو 1988 – 1 أبريل 1993).